# The Way You Make Me Feel
"The Way You Make Me Feel" er en hitsingle af den afdøde Michael Jackson fra sit album Bad. Nummeret blev #1 på adskillige hitlister, blandt andet på den italienske og den amerikanske hitliste.
I musikvidoen fremgår Michael Jackson, der forfølger en kvinde spillet af Tatiana Thumbtzen.

## Hitlister

### Weekly charts
| Hitliste (1987–1988)                             | Højeste placering |
| ------------------------------------------------ | ----------------- |
| Australia (Kent Music Report)                    | 5                 |
| Østrig (Ö3 Austria Top 40)                       | 15                |
| Belgien (Ultratop 50 Flanderen)                  | 2                 |
| Canada Adult Contemporary (RPM)                  | 3                 |
| Canada Top Singles (RPM)                         | 7                 |
| Frankrig (SNEP)                                  | 29                |
| Tyskland (Official German Charts)                | 12                |
| Irland (IRMA)                                    | 1                 |
| Italy (FIMI)                                     | 4                 |
| Holland (Dutch Top 40)                           | 6                 |
| Holland (Single Top 100)                         | 6                 |
| New Zealand (RIANZ)                              | 2                 |
| South Africa (Springbok Radio)                   | 16                |
| Spain (AFYVE)                                    | 2                 |
| Schweiz (Schweizer Hitparade)                    | 8                 |
| Storbritannien Singles (Official Charts Company) | 3                 |
| US Billboard Adult Contemporary                  | 9                 |
| US Billboard Hot 100                             | 1                 |
| US Billboard Hot Black Singles                   | 1                 |
| US Billboard Hot Dance Club Play                 | 1                 |
| US Billboard Hot Dance Music/Maxi-Singles Sales  | 3                 |
| US Cash Box                                      | 1                 |

| Hitliste (2006)                                  | Højeste placering |
| ------------------------------------------------ | ----------------- |
| Australia (Kent Music Report)                    | 79                |
| Frankrig (SNEP)                                  | 59                |
| Irland (IRMA)                                    | 26                |
| Italien (FIMI)                                   | 7                 |
| Holland (Single Top 100)                         | 24                |
| Spanien (PROMUSICAE)                             | 1                 |
| Storbritannien Singles (Official Charts Company) | 17                |

| Hitliste (2009–2010)                             | Højeste placering |
| ------------------------------------------------ | ----------------- |
| Australien (ARIA)                                | 13                |
| Østrig (Ö3 Austria Top 40)                       | 50                |
| Belgium (Back Catalogue Singles Flanders)        | 9                 |
| Canada (Hot Canadian Digital Singles)            | 13                |
| Danmark (Track Top-40)                           | 20                |
| Holland (Single Top 100)                         | 40                |
| New Zealand (RIANZ)                              | 17                |
| Sverige (Sverigetopplistan)                      | 24                |
| Schweiz (Schweizer Hitparade)                    | 25                |
| Storbritannien Singles (Official Charts Company) | 34                |
| US Billboard Hot Digital Songs                   | 6                 |

| Hitliste (2017)                | Højeste placering |
| ------------------------------ | ----------------- |
| Polen (Polish Airplay Top 100) | 100               |

### Årshitlister
| Hitliste (1987)                | Placvering |
| ------------------------------ | ---------- |
| Belgium (Ultratop 50 Flanders) | 92         |

| Chart (1988)                  | Position |
| ----------------------------- | -------- |
| Australia (Kent Music Report) | 86       |
| Italy (FIMI)                  | 43       |
| US Billboard Hot 100          | 36       |